# 皮安卡斯塔尼亚约
皮安卡斯塔尼亚约（義大利語：Piancastagnaio）是意大利锡耶纳省的一个市镇。总面积69平方公里，人口4176人，人口密度60.5人/平方公里（2009年）。ISTAT代码为052020。